# Мадам Боварі (фільм, 1969)
«Мадам Боварі» («Madame Bovary») — західнонімецька кінодрама 1969 року, знята режисером Хансом Шотт-Шьобінгером, з Едвіж Фенек у головній ролі.

## Сюжет
Екранізація роману Гюстава Флобера. Емма Боварі (Едвіж Фенек) втомилася від свого чоловіка, сільського лікаря, та сумного провінційного життя у глушині Франції. Вона пускається в любовні пригоди зі своїми численними шанувальниками й смітить грошима в гонитві за примарою гламуру та безтурботного марнотратства життя. Однак серм'яжна правда того найнуднішого буття, з кайданів якого Емма намагається звільнитися, розставляє все по місцях, ведучи її до суворого вибору.

## У ролях
- Едвіж Фенек — Емма Боварі
- Герхард Рідманн — Шарль Боварі, доктор
- Джанні Деї — Леон Дюпюї
- Петер Карстен — Рудольф Буланже
- Патріція Ад'юторі — Бріжит
- Марія Піа Конте — Феліцита
- Франко Бореллі — Віконт Гастон Френе
- Франко Рессель — Адольф
- Едда Ферронао — Анастасія
- Луїджі Бонос — Герцог фон Артуа
- Маня Голец — Мадлен

## Знімальна група
- Режисер — Ханс Шотт-Шьобінгер
- Оператор — Клаус фон Раутенфельд
- Композитор — Ганс Хаммершмідт
- Художник — Ніно Боргі
- Продюсер — Рогер Фріц